# Pantherophis alleghaniensis
Pantherophis alleghaniensis là một loài rắn trong họ Rắn nước. Loài này được Holbrook mô tả khoa học đầu tiên năm 1836.
Chúng chủ yếu hoạt động vào ban đêm trong mùa hè, và ban ngày vào mùa xuân và mùa thu. Chúng ở trong hang dưới đất và có khả năng leo trèo xuất sắc, và có thể bơi trong nước. Chúng được tìm thấy dưới các hốc đá, và trong cây dưới vỏ cây lá. Chúng cuốn chặt lại, và rắn trưởng thành ăn chủ yếu động vật máu nóng còn rắn non ăn chủ yếu là động vật máu lạnh. Thức ăn bao gồm các động vật gặm nhấm, thằn lằn, ếch, và các loài chim và trứng của chúng. Những con rắn cũng có thể ăn gà và gà con, vì thế tên phổ biến là rắn gà.

## Hình ảnh

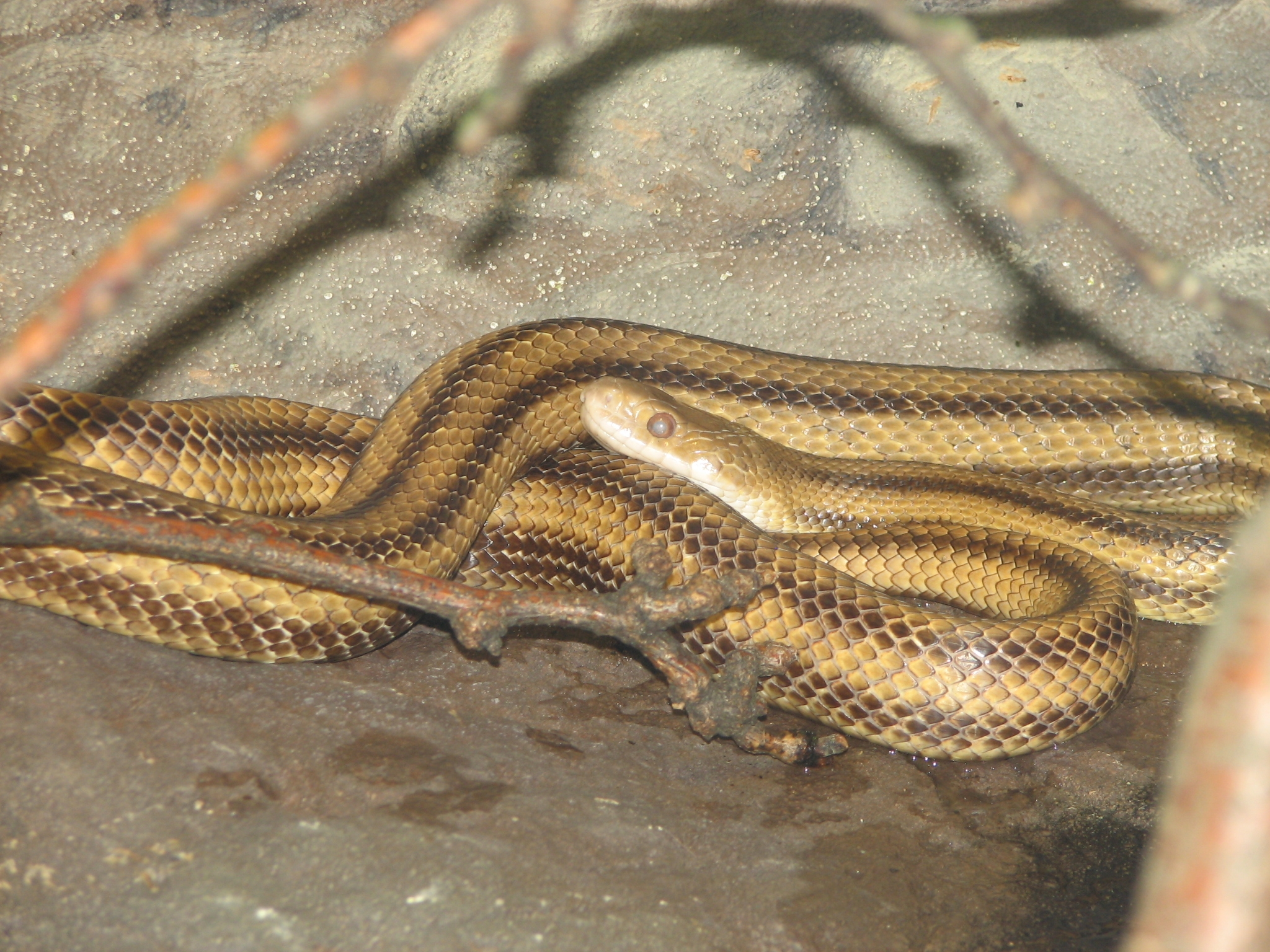
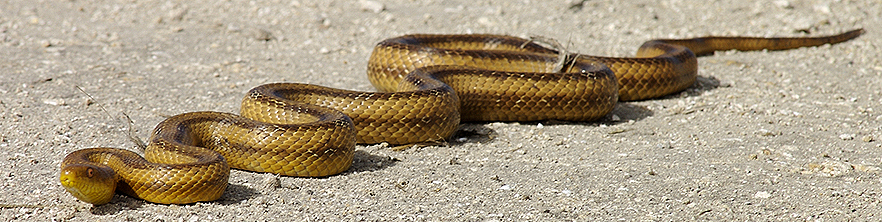
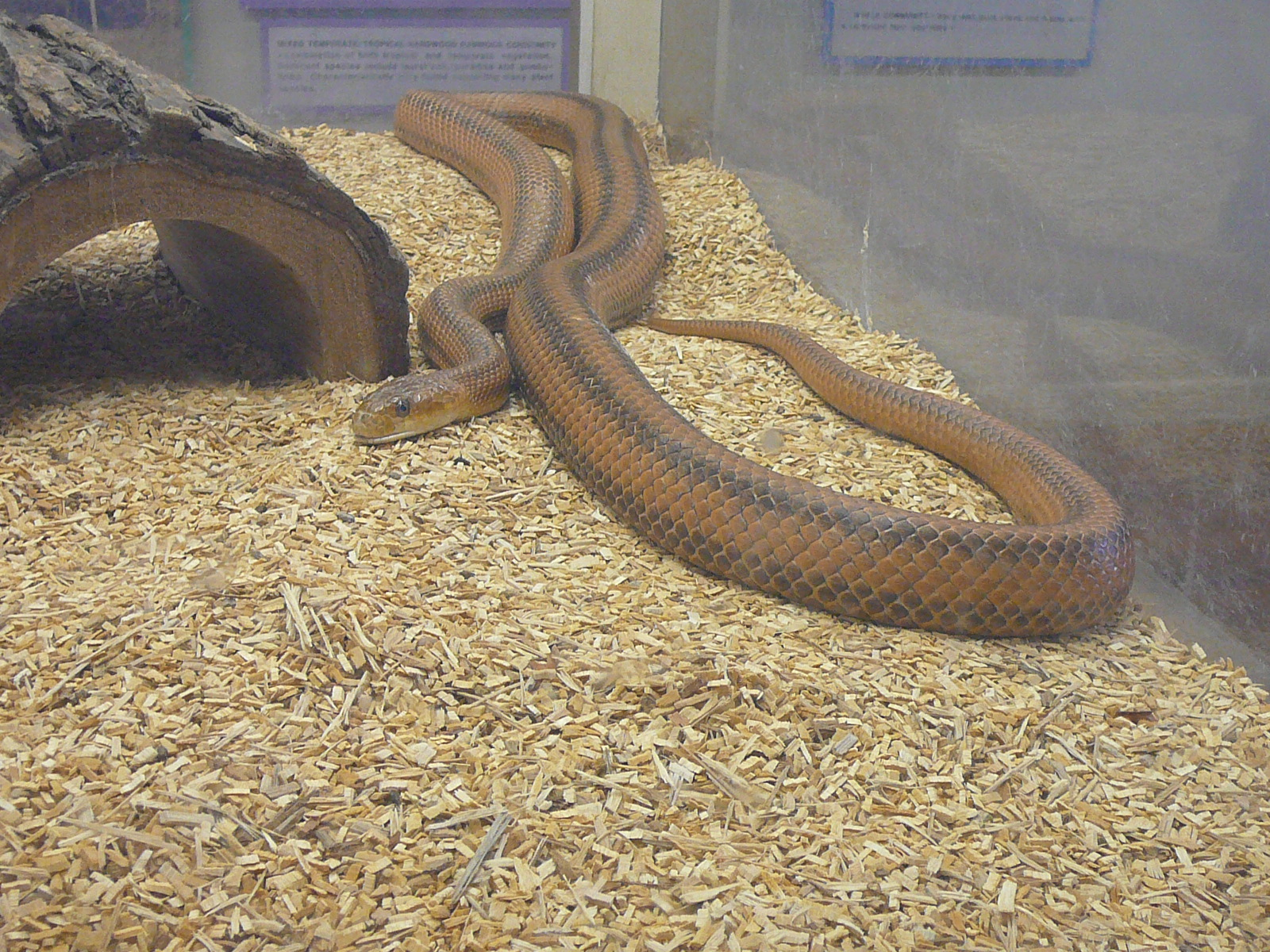
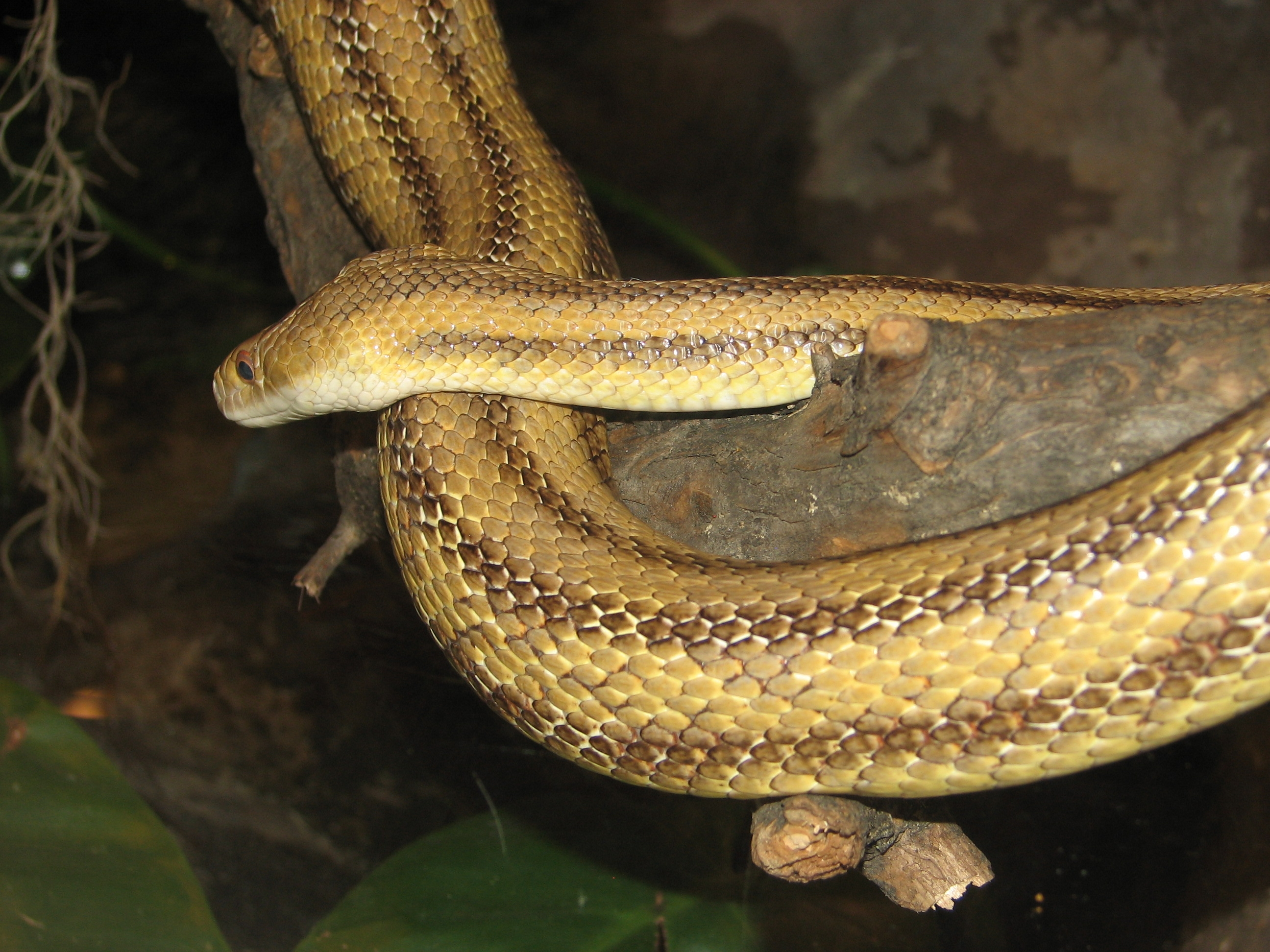

## Phân bố
Pantherophis alleghaniensis được tìm thấy ở Canada, đặc biệt nam Ontario, và ở Hoa Kỳ phía đông sông Apalachicola ở Florida, đông sông Chattahoochee ở Georgia, đông dãy núi Appalachia, phía bắc đến đông nam New York và tây Vermont, đông Pennsylvania, Maryland, South Carolina, North Carolina, Georgia, phía đến Florida Keys. chicken snake; and in Florida, yellow rat snake and Everglades rat snake Tại Florida Panhandle, loài này lai với Pantherophis spiloides.